# Fähre Kronsnest

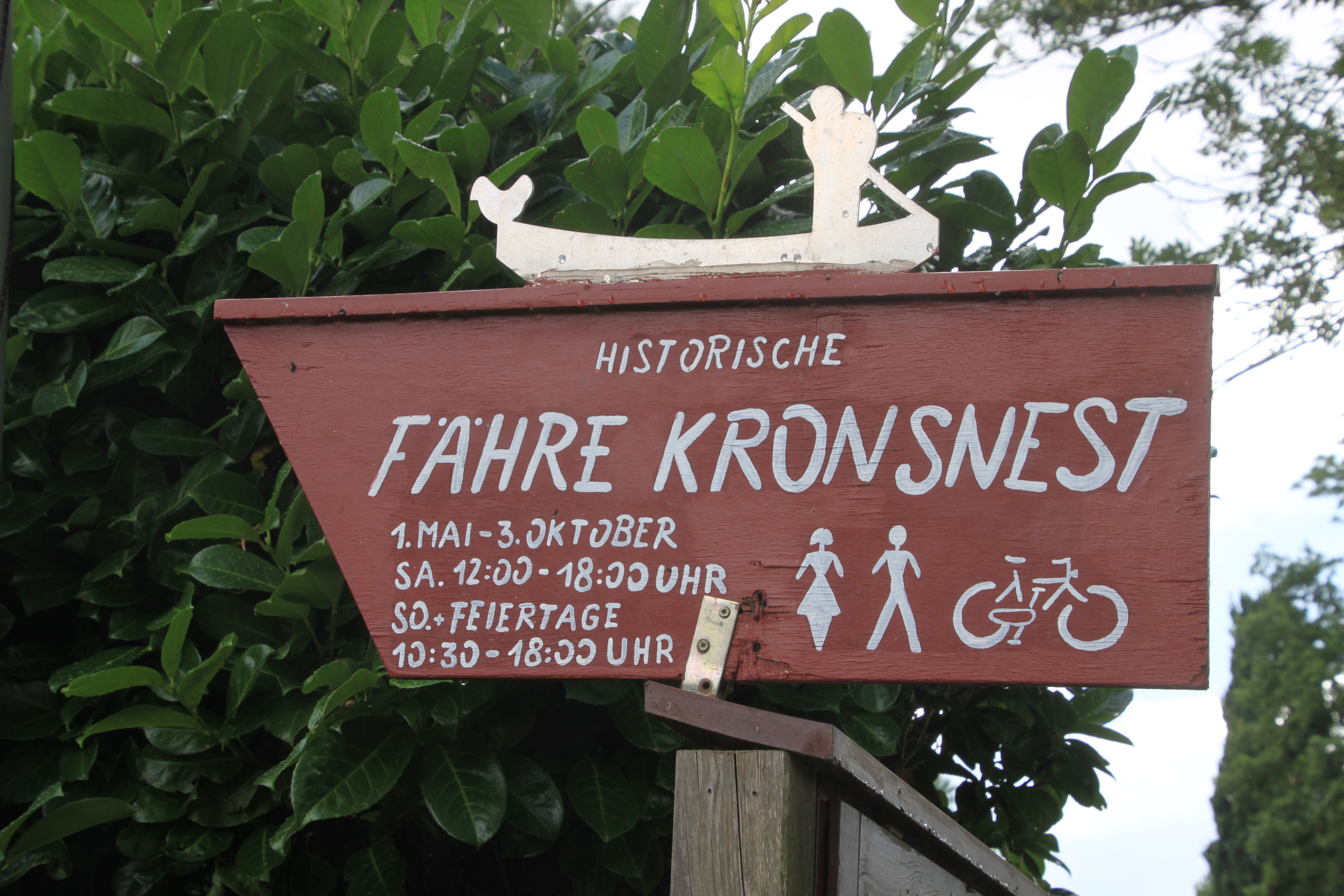
Wegweiser zur Fähre Kronsnest

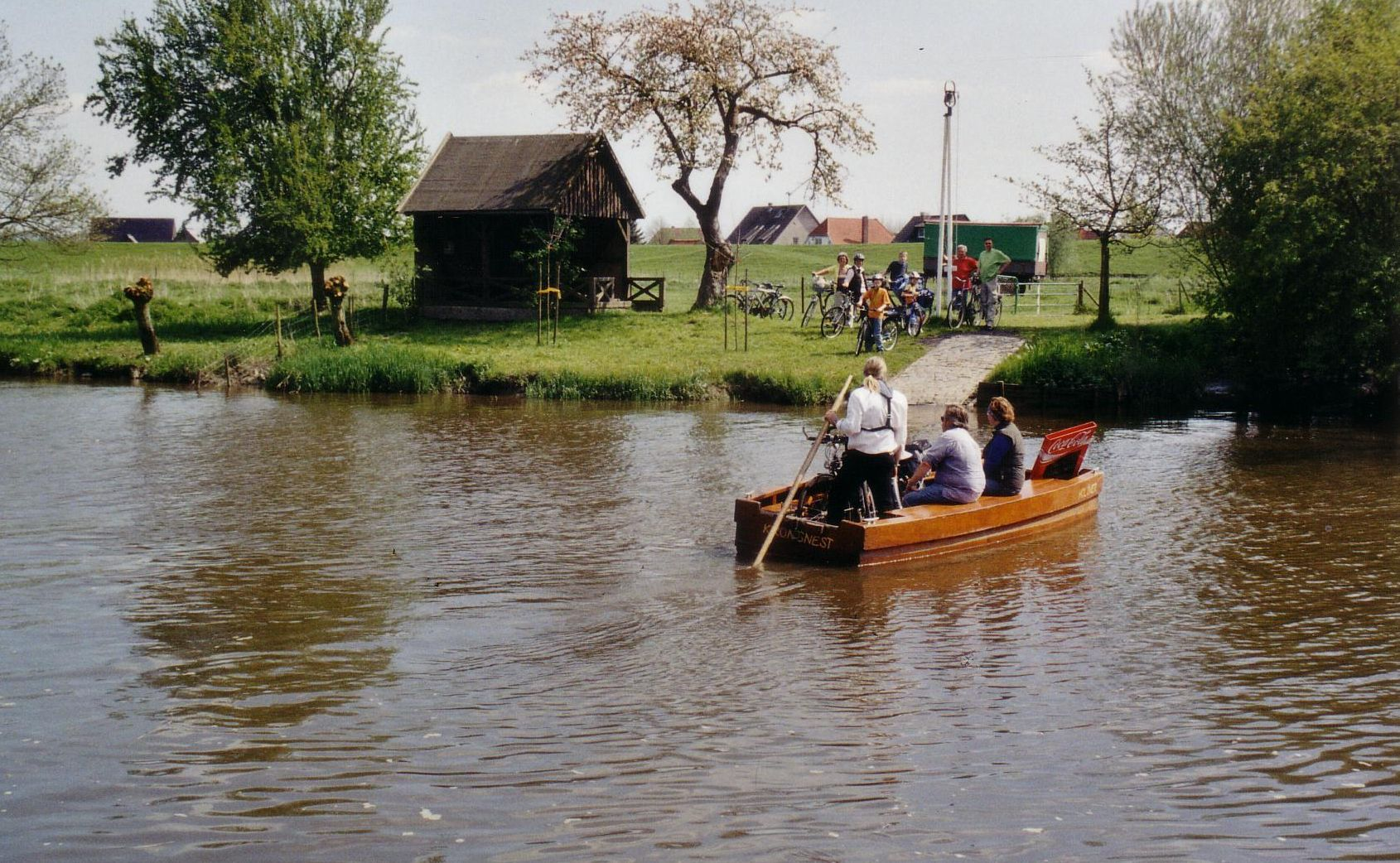
Fähre Kronsnest, Südufer der Krückau

Die Fähre Kronsnest ist eine kleine Personenfähre auf der Bundeswasserstraße Krückau. Sie verkehrt saisonal zwischen Seester (Kreis Pinneberg) und Neuendorf b. Elmshorn (Kreis Steinburg) in Schleswig-Holstein. 

## Bedeutung

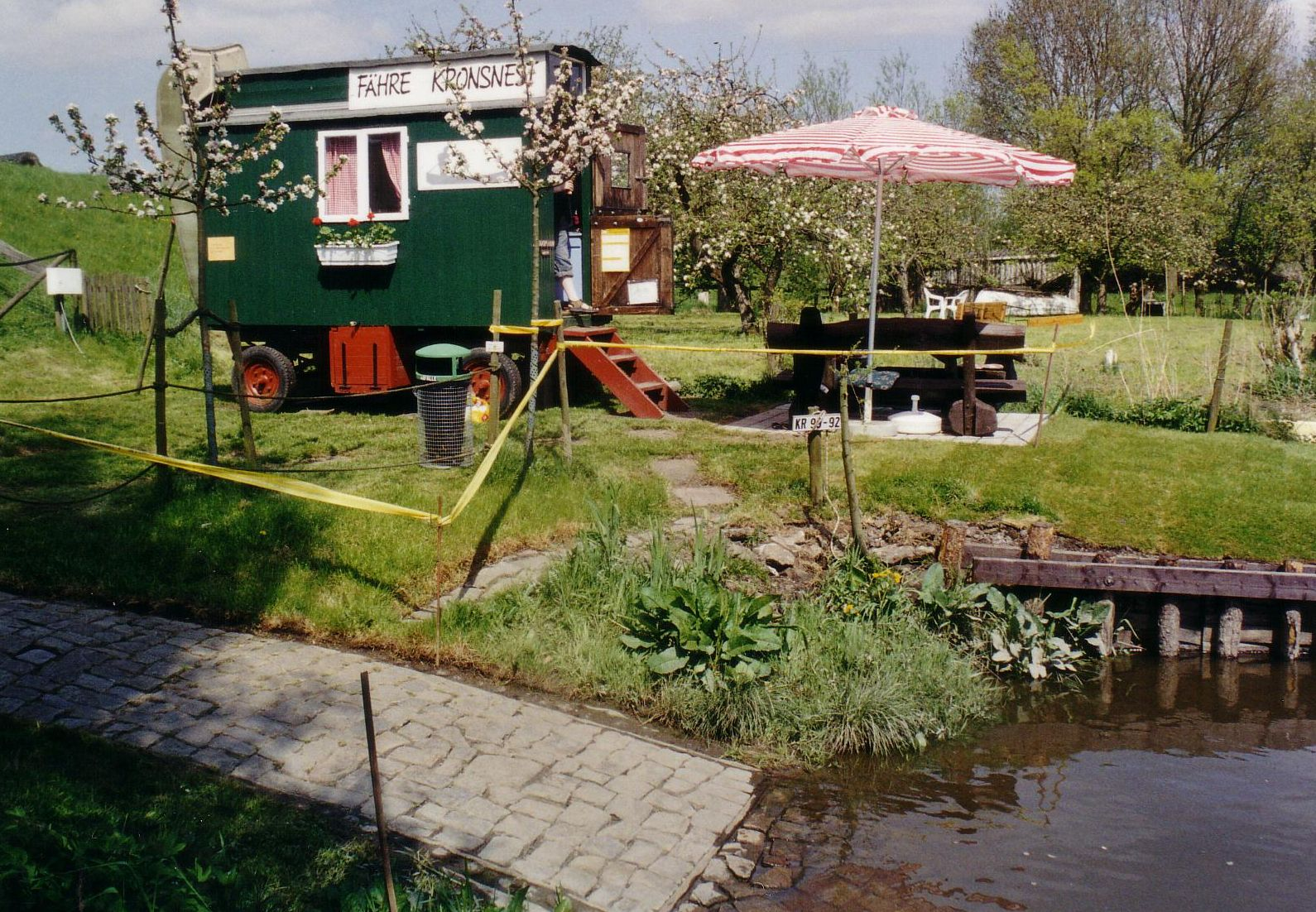
Der Bauwagen, Rückzugsort für die Fährleute bei Regen.

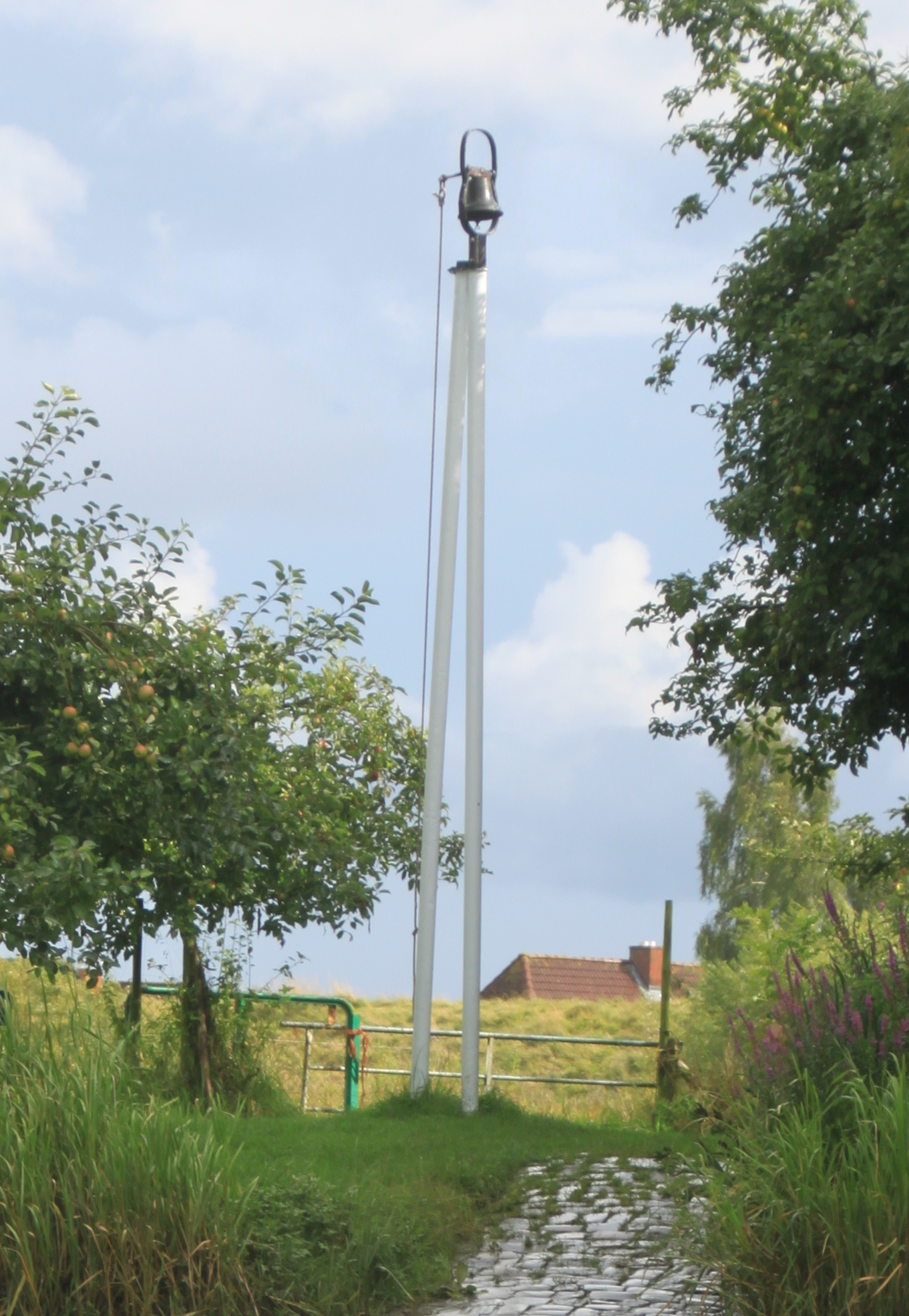
Glocke zum Rufen des/der Fährmanns/-frau am Seester Ufer

Der Fährbetrieb erfolgt mit einem kleinen Holzboot, das mittels Wriggen über den bei Ebbe ca. 16 Meter und bei Flut ca. 40 Meter breiten Elbe-Nebenfluss bewegt wird. Bis zu sieben Fahrgäste und Räder können pro Überfahrt transportiert werden. Ein Mitführen von Kraftfahrzeugen ist nicht möglich. Die Fähre ist nach Angaben des Trägervereins die kleinste Fähre Deutschlands und einzige handbetriebene Fähre in Schleswig-Holstein. Während die Fähre Kronsnest früher eine wirtschaftlich wichtige Verbindung zwischen den beiden Gemeinden und den beiden Landkreisen darstellte, dient sie heute als Touristenattraktion und als Abkürzung für Radfahrer und Wanderer. Seit der Wiederaufnahme des Fährbetriebs am 1. Mai 1993 nutzten bereits mehr als 100.000 Personen dieses Verkehrsmittel. In Ruhezeiten warten die Fährleute auf der Neuendorfer Seite in einem umgebauten Bauwagen auf Passagiere und werden von diesen auf die Seesteraner Seite durch Läuten einer Glocke und durch ein freundliches „Hol över“ herübergerufen. Diese Tradition findet sich auch in dem Namen des Bootes wieder, das bei seiner Indienststellung 1993 Hol över (niederdeutsch für „hole (mich,uns) rüber“) getauft wurde.
Direkt an der Fähre befindet sich ein kleines Museum Stöpenkieker, das saisonal wechselnde Ausstellungen zu regionalen Themen wie Landwirtschaft und Fischerei, Elbe und Krückau oder auch zur Fähre selbst zeigt.
Regelmäßig finden Aktionstage statt und die Saisoneröffnung des Fährbetriebs wird alljährlich mit einem kleinen Volksfest zu beiden Seiten des Flusses gefeiert.

## Fährbetrieb

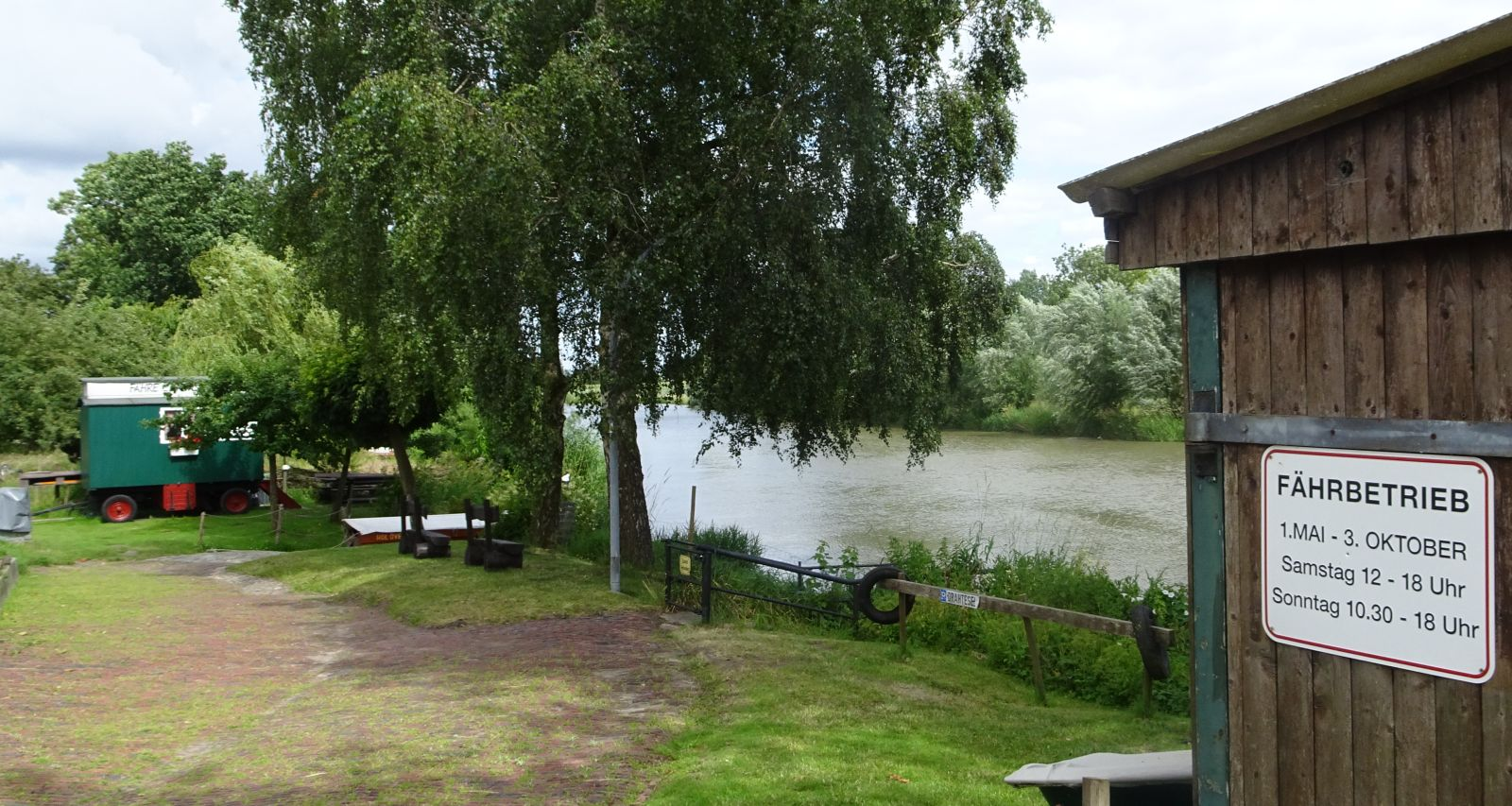
Fährzeiten

Jährlich vom 1. Mai (Maifeiertag) bis zum 3. Oktober (Tag der Deutschen Einheit) samstags von 12:00 bis 18:00 Uhr, sonntags und an Feiertagen von 10:30 bis 18:00 Uhr sowie nach vorheriger Anmeldung und Absprache auch an Wochentagen.
Im Juli und August 2009 erfolgte der Fährbetrieb auch wochentags, um Radfahrern eine Möglichkeit zum Umfahren der wegen Bauarbeiten gesperrten Sperrwerke an Krückau und Pinnau zu geben.
Aufgrund der Corona-Pandemie fand in der Saison 2020 erstmals seit der Wiederaufnahme 1993 kein Fährbetrieb statt, da vor allem die vorgeschriebenen Abstands- und Hygieneregeln auf dem kleinen Boot nicht eingehalten werden konnten. Auch 2021 musste der Betrieb aufgrund der Pandemie ruhen und wurde erst am 1. Mai 2022 wieder aufgenommen.

## Geschichte
Die Fähre war über Jahrhunderte hinweg ein wichtiges Verbindungsglied innerhalb eines alten Handelsweges. Ganzjährig wurden hier rund um die Uhr Menschen, Tiere und Waren über die Krückau befördert. Der jeweilige Besitzer der auf Neuendorfer Seite direkt hinter dem Deich gelegenen Katenstelle (späteres „Fährhaus Kronsnest“) hatte das Privileg des Fährbetriebs. Eine erste urkundliche Erwähnung stammt aus dem Jahre 1576. Aus wirtschaftlichen Gründen musste der Fährbetrieb 1968 eingestellt werden, nachdem kaum noch jemand diese Verbindung nutzte, sondern die Menschen meist den 20 Kilometer weiten Umweg über Elmshorn – hier befand sich die nächstgelegene Brücke über die Krückau – in Minutenschnelle mit dem Pkw wählten und Freundschaften über das Telefon gepflegt wurden. Am 1. Juni 1992 gründete sich in Neuendorf der „Verein zur Förderung und Erhaltung der historischen Kronsnester Fähre als Denkmal auf dem Wasser e.V.“, der es sich zur Aufgabe machte, den Fährbetrieb als Touristenattraktion wieder aufleben zu lassen. Durch ehrenamtliche Mitglieder des Vereins sowie mit Hilfe der Freiwilligen Feuerwehren der beiden beteiligten Gemeinden und ortsansässigen Firmen wurden die noch vorhandenen, aber stark verschlickten Zuwegungen in das Flussbett (sogenannte „Spechen“) wieder freigelegt und das Umfeld der Fähre rekonstruiert. Nach historischem Vorbild wurde ein neues Boot aus Eichenholz gebaut und Mitglieder ließen sich zu Fährleuten ausbilden. Mit einem großen Fest zu beiden Seiten des Flusses wurde die Fähre schließlich am 1. Mai 1993 eingeweiht und der Fährbetrieb wieder aufgenommen – als nach eigenen Angaben kleinste Fähre Deutschlands und einzige handbetriebene Fähre in Schleswig-Holstein. Seit diesem Zeitpunkt nutzen jährlich im Durchschnitt mehr als 7.200 Menschen die Verbindung. In der Saison 2009 hat die Fähre sogar 15.191 Passagiere übergesetzt. Grund war die Tatsache, dass die Fähre aufgrund der monatelangen, sanierungsbedingten Schließung des Krückausperrwerks – neben der Fähre die einzige Möglichkeit für Fußgänger und Radfahrer zwischen der Krückaumündung und dem Hafen in Elmshorn über den Fluss zu gelangen – die Öffnungszeiten erweiterte und an sieben Tagen in der Woche einen Fährbetrieb anbot.